# Lali (álbum)
Lali (estilizado en mayúsculas) es el quinto álbum de estudio de la cantante argentina Lali, lanzado mundialmente el 13 de abril de 2023 a través de Sony Music Argentina. Para su grabación, la cantante trabajó principalmente en conjunto con Mauro de Tommaso y Martín D’Agosto. La producción del álbum estuvo íntegramente a cargo de De Tommaso, con la coproducción adicional de Danilo Amerise Díaz, Lex Luthorz y Jean Luka. 
Considerado el trabajo más personal de su carrera hasta el momento, presenta múltiples sonidos y elementos de la música pop de finales de los 90 y principios de los 2000, con una fuerte influencia de artistas que dominaron el período como Britney Spears, NSYNC, Cher y Jennifer Lopez, entre otros. Por otro lado, el álbum marca el retorno de Lali a sus orígenes en la música pop tras haber explorado sonidos latinos como el reguetón y el trap en sus discos anteriores Brava (2018) y Libra (2020).

## Antecedentes
En noviembre de 2020, Lali lanzó su cuarto trabajo de estudio, Libra, considerado el «más urbano» hasta la fecha. El álbum encontró a la cantante buscando un equilibrio entre su sonido pop característico, que definió como su «esencia», y nuevos elementos urbanos que había estado incorporando a su música desde Brava (2018). Con las restricciones del COVID-19 aún vigentes, la cantante no pudo realizar una gira adecuada para Libra, por lo que decidió enfocarse en proyectos de actuación y televisión. En el 2021 comenzó a filmar la tercera temporada de Sky Rojo, la miniserie El fin del amor y el programa La Voz Argentina.
Tiempo después, Lali conoció a Mauro de Tommaso y Martín D'Agosto, también conocido como Galán. De Tommaso expresó que siempre había querido trabajar con Lali porque es fanático de Max Martin y de la música que ha producido para artistas como Britney Spears, los Backstreet Boys, Katy Perry o Taylor Swift. También fue el encargado de presentarle a Lali a Galán e invitarlo a trabajar juntos. Galán, un devoto fanático de Spears, siempre había sentido que no había nadie en la escena musical argentina convencional que hiciera música pop. Sin embargo, comenzó a prestarle atención a Lali cuando debutó como cantante solista porque estaba haciendo ese sonido pop que a él le encantaba. Galán agregó: «Como persona gay, quería consumir una diva [y] Lali viene bien con ese rol: canta bien, baila bien y tiene interés estético. Ves los videos del primer disco y son pop. Son videos alla Britney [Spears]. Lali cumple con todos los requisitos de la fantasía de la diva para los gays». También dijo que conectó perfectamente con Lali desde el principio porque ambos se dieron cuenta de que habían crecido escuchando la misma música. El trío formado por Lali, Galán y De Tommaso se autodenominaron «El triunvirato del pop» y adoptaron la misión de llevar el pop local al nivel de lo que siempre consumieron de "extranjeros".
Las grabaciones del álbum comenzaron en mayo de 2021. De Tommaso admitió que fue él quien le propuso a Lali hacer un disco como Blackout (2007) de Britney Spears. No querían que sonara como Blackout, pero lo tomaron como un ejemplo de lo que significó el disco para Spears: un cambio de sonido, una transición. Tanto Galán como De Tommaso sintieron que, al igual que el disco de la cantante estadounidense, el quinto disco de estudio de Lali tenía que representar «una expresión de libertad después de haber pasado por otros álbumes en los que siguió más instrucciones» y ya estaban convencidos de que el título del disco tenía que llamarse como la propia Lali.
El 22 de diciembre de 2021, Lali compartió a través de sus redes sociales un breve video de apenas 30 segundos anunciando su regreso musical, en donde se pudo ver algunos avances de sus próximos lanzamientos y las palabras "Lali 2022", insinuando que vendría nueva música el año siguiente.

## Concepto y título
Lali es «una oda al pop» en la que la cantante revisita muchas de las influencias musicales de las que se alimentó a lo largo de su vida. Descrito como su «álbum más pop», presenta múltiples sonidos y elementos de la música pop de finales de los 90 y principios de los 2000. Entre estos, es posible identificar la fuerte influencia de artistas que dominaron el período como Britney Spears, NSYNC y Jennifer Lopez, entre otros.
El álbum se tituló en honor a la propia Lali «no por mera devoción egocéntrica», sino porque es su «más sincero». En una entrevista con GQ España, Lali dijo: «es [el álbum] que más me representa y, de alguna manera, todo mi camino desde que era niña». En una nota similar, la cantante expresó a Los 40 que eligió el título porque «cierra una etapa de [su] vida» y agregó: «Tengo treinta y un [años] y quería que cerrara esa etapa y ese camino recorrido hasta hoy» y que «este disco define a esa Lali que trabajó tanto para llegar a este quinto álbum».

### Portada
El 30 de marzo de 2023, dos semanas antes del lanzamiento, Lali develó mediante de su cuenta oficial de Spotify la portada, la estética y fecha de estreno del álbum. En ella, se la puede ver a Lali parada en el centro de la portada vestida con un piloto negro engomado y con el pelo recogido con un rodete desarmado mirando de costado con un paso de cebra y edificios difuminados de fondo. Tras la publicación de la carátula, recibió comentarios variados. Por parte de sus seguidores, obtuvo gran aceptación, incluso ha muchos de ellos les ha recordado a la portada de Let Go, disco debut de Avril Lavigne, y por el otro, muchos usuarios de redes sociales comenzaron a comentar que había plagiado las tapas de Lavigne y del álbum homónimo de Dua Lipa, incluso la acusaron de copiar la tipografía a la cantante británica. Ignacio Ferreyra de revista XMAG la comparó con el vídeo de «2 Become 1» de las Spice Girls. Además de la cantante, el trabajo "Lali" escrita en mayúsculas aparece en la parte inferior derecha de la portada, mientras que la etiqueta parental advisory se puede ver en la parte superior izquierda.

## Música y letras
Lali consta de trece pistas, de las cuales tres de ellas están etiquetadas como explícitas. El disco marca el primer álbum de Lali que no contiene ningún artista destacado desde Soy (2016). Musicalmente, Lali es «el disco más pop de la cantante en el que combina sonidos de los 2000 con hyperpop, dance y EDM».

### Composición y producción
El álbum fue escrito íntegramente por Lali, Martín D’Agosto y Mauro De Tommaso. El trío se autodenominó «El triunvirato del pop». Solo «Disciplina» y «Diva» cuentan con un escritor adicional, Danilo Amerise Díaz. La producción del álbum estuvo íntegramente a cargo de De Tommaso. Díaz también se desempeña como coproductor en las dos pistas que ayudó a escribir, mientras que Jean Luka coprodujo «KO» y Lex Luthorz participó en la producción de «Diva». Este número reducido de productores contrasta fuertemente con su disco anterior, Libra (2020), para el cual Lali trabajó con diferentes productores para cada canción. Cuando se le preguntó sobre la producción de Libra en una entrevista de 2020, Lali dijo: «Decidí meterme todos los días al estudio con un productor distinto, un compositor diferente, con gente que tuviera ideas diferentes al compositor del día anterior, con ganas de hacer música que no se parezcan, a lo que había hecho dos días antes».
Líricamente, el álbum «tiene que ver con [la] búsqueda emocional y sexoafectiva [de Lali]». En una entrevista de octubre de 2022 para Shangay, Lali se burló de que el álbum nació de sus experiencias en la vida nocturna y tuvo mucho que ver con haber vivido en España durante algún tiempo, y agregó: «Me encontré con una Lali algo hipócrita consigo misma, que tenía un montón de miedos y se censuraba a sí misma. Así que es un disco muy sincero que refleja mi búsqueda en este tiempo».

### Canciones

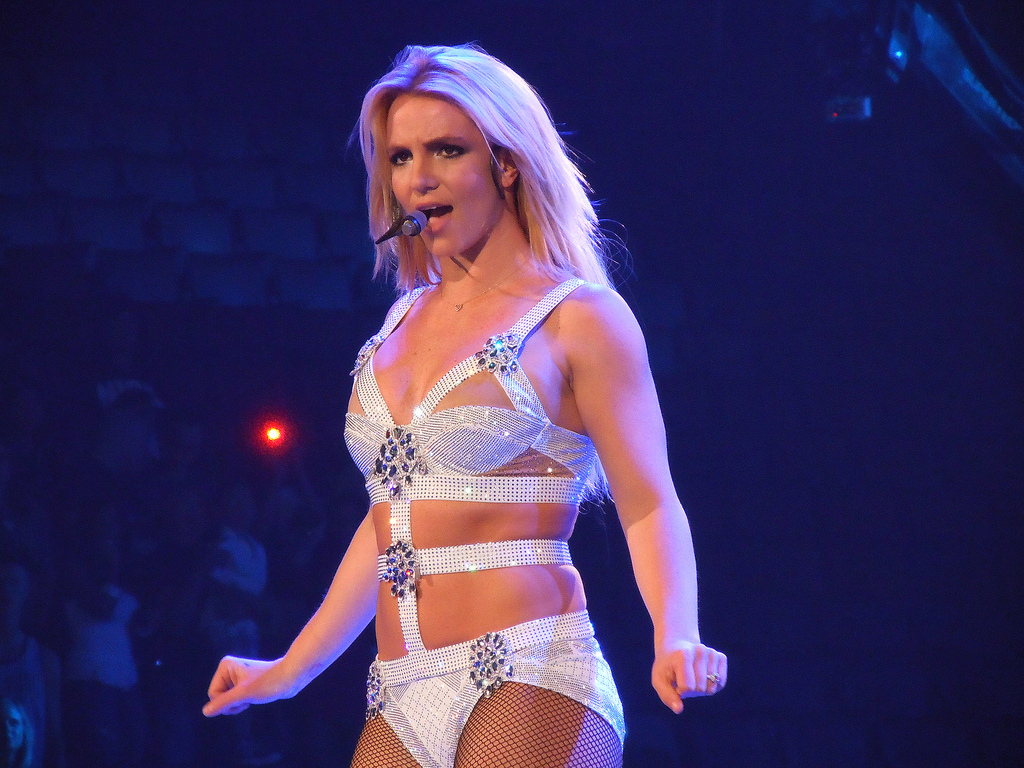
La voz de Britney Spears es utilizada en «Obsesión», mientras que ella es mencionada en «Diva». Spears sirvió como una de las principales fuentes de inspiración para Lali.

Lali abre con «Obsesión», canción en la que narra una ruptura con alguien con quien tuvo una relación tóxica y que aún la persigue pero ella rechaza. El tema captura la intención del álbum desde el principio, ya que el instrumental de apertura ya se parece a esos populares sonidos pop de principios de la década de 2000. Entre estos, «Love don't cost a thing» de Jennifer Lopez, «The Call» de Backstreet Boys y «Bye Bye Bye» de NSYNC fueron percibidos como influencias. La referencia más notoria de la canción es una sample de «Stop!» de Britney Spears, en la versión remezclada de su canción «(You Drive Me) Crazy» de 1998 en medio de su estribillo. En el interludio, la canción hace referencia a la canción de Luis Miguel de 1996 «Cómo es posible que a mi lado» y una frase dicha por la personalidad televisiva Moria Casán en el programa de televisión La noche de Mirtha. Al mismo tiempo, Lali habla con alguien por teléfono, lo que coincide con el hombre que la llamó pidiéndole perdón en su canción «Desamor» de su álbum debut A bailar (2014). La segunda pista del álbum es «Disciplina». La letra «oscura y sensual, caliente y pesada» del sencillo dance pop encuentra a Lali aventurándose en prácticas eróticas conocidas como BDSM, especialmente disciplina, dominación y sumisión. La tercera pista es «Cómprame un brishito». En palabras de Lali, la pista es «un chiste irónico a la joyería y a la chulería». Sus letras ven a Lali obsesionada con las piedras preciosas, las joyas y los diamantes. La canción fue comparada con el álbum Motomami de Rosalía por sus sonidos urbanos.
En «KO» (abreviatura de "knockout"), Lali llama a alguien por no ser suficiente competencia para ella usando varias referencias al boxeo. La canción cuenta con los coros del cantante argentino Ca7riel, quien también estuvo a cargo de los arreglos de guitarra del coro. La quinta pista del disco, «2 son 3», es una canción electropop con tintes de rock. Sus letras encuentran a Lali prefiriendo los tríos a las relaciones sexuales monógamas. Sin embargo, el cantante sugirió que una mirada más profunda a sus letras y video musical insinúa «represión mental, el lavado de conciencia y de la poca libertad que a veces tenemos para decir lo que queremos [y] lo que nos gusta». El álbum continúa con una balada, «Incondicional», que representa su búsqueda de un amor propio más sincero y de una forma más libre de vincularse con los demás. Habiendo experimentado tratamientos tóxicos en relaciones anteriores como la que inspiró «Obsesión», la cantante reflexionó sobre qué es el amor y qué debe y no debe ser. En una entrevista radial, confesó cuál es el objetivo de su búsqueda:

Es como mi sueño, es andar así de sano, de bien, de desinteresadamente, sinceramente, con mis cosas malas y buenas. La humanidad nos define. Las presiones de ser lo que el otro necesita para ser feliz es un montón. Vos tenés tus problemas, yo los míos pero elegimos estar juntos y somos incondicional.

Para la séptima pista, «¿Quiénes son?», Lali samplea las mismas palabras dichas también por Moria Casán. La canción fue descrita como «una oda sarcástica contra el “hatismo” virtual», y un homenaje a la exvedette argentina. La octava canción del disco es «Diva», un tema inspirado en finales de los noventa y principios del dos mil que hace referencia a numerosos elementos icónicos de la cultura pop y rinde homenaje a algunas de las más grandes divas de la industria de la música, como Marilyn Monroe, Britney Spears y Cher. «Diva» es una canción downtempo que fusiona pop, neo soul y R&B. Sus letras encuentran a Lali jactándose irónicamente de su estatus de diva, a menudo reconocido, una mujer célebre con un talento sobresaliente en el mundo de la música popular. Desde el inicio de su carrera, los medios de comunicación le han otorgado a Lali los títulos de «Diva del pop», «Reina del pop argentino», o «Reina actual del pop latino», entre otros. Sin embargo, reconoció que el mundo de una diva es peligroso ya que pueden volverse vacíos y aislados.

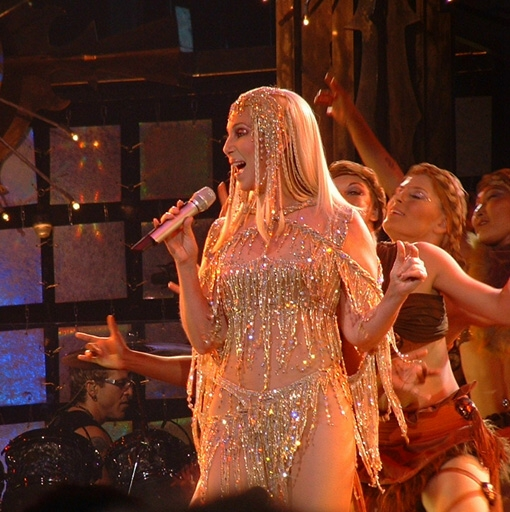
A Cher se la menciona y se hace referencia a ella en «Diva».

«N5» es la novena pista del álbum y la primera canción de Lali que retrata una relación entre personas del mismo sexo después de declararse bisexual algunos años antes. La misma es una canción pop con elementos de house y flamenco que se inspiró en un episodio con la cantante española Lola Índigo en el que ambos artistas fueron vistos besándose en una fiesta. Por otro lado, el título de la canción hace referencia directa al reconocido perfume "Chanel n.º 5" de la marca de alta costura de Coco Chanel. La décima pista del álbum es «Ahora». La letra «melosa», «suave» y «lasciva» de la canción encuentra a Lali completamente hipnotizada por las relaciones íntimas que practica con un hombre y con ganas de tener sexo con él de inmediato.
Los últimos tres títulos del álbum comprenden la mayoría de las canciones EDM del álbum. La undécima pista es «Motiveishon» (una hispanización de «Motivación») una «[canción] electrónica en la que la cantante celebra como la diva del pop que es». En la 31.ª edición del Orgullo Gay de Buenos Aires, donde Lali estrenó la canción, dijo: «[Es] un tema que nos inspira a seguir adelante, para hacer las cosas que deseamos [e] ir a hacia eso que nos dijeron que no podemos y sí podemos». Le sigue «Como tú», otro tema bailable en el que la cantante describe un sentimiento irreemplazable de que sólo puede salirse de una cosa. El título de cierre del álbum es «Sola». Descrito como «un electropop con acabados suaves y opacos», la canción gira en torno al anonimato. Lali confesó que está acostumbrada a salir, a veces sola, a lugares donde no es tan conocida y conectar con la gente. Refiriéndose a la canción como una «experiencia real», dijo: «estamos rodeados de ruidos, celulares, redes sociales, y estamos todo el tiempo en movimiento. Este tema habla de mí estando sola. Puedo pasarla bien igual, salgo a un bar, estoy ahí y nadie me conoce, de todos modos, voy a un bar donde nadie sabe quién soy pero de repente te conectas con alguien que también está tomando una copa» y concluye que «habla de estar sola pero no sentirse sola». Finalmente, Lali confesó que el outro instrumental de la canción funciona como una puerta abierta y una rendija para espiar cómo sonará su música en el futuro.

## Recepción

### Comentarios de la crítica
En una reseña positiva, Juana Giaimo de la edición argentina Rolling Stone, escribió: «Lali es un disco lleno de pasión. Pasión por bailar, pasión sexual o pasión artística, no importa qué, su voz desborda energía y, sobre todo, voracidad. Así como es un disco ambicioso en tanto recorre las diferentes vertientes del pop, sus letras también hablan de ser ambiciosa, llegar más alto y tener una vida llena de goce». Por su parte, Lupe Torres del periódico argentino La Nación redactó que «con muchos guiños a la música bailable de los primeros 2000, la reina del pop argentino apuesta al movimiento. Lali aspira a sonar nuevo y despliega su propuesta artística acompañada de una estética atractiva y de una coreografía hechizante». Por otro lado, Pascale Quililongo de Los 40 Chile, escribió «este álbum es una muestra de su versatilidad como artista. Cada canción es única, y todas ellas tienen algo en común: una pasión que sólo puede ser entregada por Lali».
| Publicación | Lista                          | Posicición | Ref.   |
| ----------- | ------------------------------ | ---------- | ------ |
| MuuMuse     | Los 10 mejores álbumes de 2023 | Incluido   | [ 63 ] |

### Desempeño comercial
Incluso antes de su lanzamiento, el álbum debutó en la cima de la lista de álbumes uruguayos en su edición de marzo. El álbum logró eso en solo una semana de seguimiento que consistió puramente en preventa. Si bien permaneció en la posición número uno en la edición de abril de la lista uruguaya, también impulsó el cuarto álbum de estudio de Lali, Libra, para hacer su debut en la lista en el número dieciséis. En Argentina, el álbum Lali debutó directamente en la cima de la lista Argentina Albums Chart con tan solo tres días de seguimiento, y se mantuvo durante seis semanas consecutivas en esa posición.

### Premios y nominaciones
| Año  | Premiación            | Categoría               | Resultado | Ref.   |
| ---- | --------------------- | ----------------------- | --------- | ------ |
| 2024 | Premios Carlos Gardel | Álbum del año           | Nominado  | [ 73 ] |
| 2024 | Premios Carlos Gardel | Mejor álbum artista pop | Ganador   | [ 73 ] |
| 2024 | Premios Carlos Gardel | Productor del año       | Nominado  | [ 73 ] |

## Promoción

### Interpretaciones en directo
La promoción del disco comenzó el 1 de mayo de 2022, cuando Lali interpretó «Disciplina» por primera vez en la novena entrega anual de los Premios Platino. A partir del 23 de junio de 2022, la cantante incluyó «Disciplina», «Diva», «Como tú» y «N5» al repertorio desde el concierto inicial de la gira musical Disciplina Tour. El 10 de agosto de 2022, cantó los cuatro primeros sencillos del álbum en el festival virtual "Suena en TikTok". El 26 de febrero de 2023, Lali se presentó en la final de la Kings League,  la cual fue llevada a cabo en el Estadio Camp Nou en Barcelona, España. Allí, interpretó «Disciplina», «N5» y  «Motiveishon».

### Sencillos
A finales de 2021, Lali había publicado en sus redes sociales un trailer anunciando su regreso musical con un breve vídeo de apenas 30 segundos y las palabras "Lali 2022". Posteriormente, «Disciplina» se publicó como sencillo principal del álbum el 12 de enero de 2022, cuyo lanzamiento oficial fue sin previo aviso. El videoclip de la canción, el cual fue dirigido por Renderpanic y producido por The Movimient, también se lanzó ese día. El mismo fue aclamado por la crítica y los seguidores de la artista, destacando su coreografía. Dos semanas después, el 25 de enero de 2022, Lali confirmó a través de sus redes sociales que el tema «Diva» sería lanzado como segundo sencillo oficial del álbum el 27 de ese mismo mes. Su respectivo videoclip, fue nuevamente dirigido por Renderpanic, fue lanzado simultáneamente con la canción. De acuerdo con la cantante, el video trata sobre la idea de éxito, riqueza y materialismo de una diva y, en contrariamente, el vacío y soledad que las acompaña en su vida. El 10 de febrero de 2022, Lali lanzó «Como tú» como tercer sencillo del álbum en simultáneo con su videoclip. Dirigido por Renderpanic, el vídeo muestra a Lali realizando un malambo moderno junto al grupo Malevo, además de un crossover entre el folclore argentino y la música pop, con múltiples referencias culturales. La canción alcanzó la séptima posición en las listas airplay de Argentina y 62 en Billboard Argentina Hot 100.
El 22 de junio de 2022, Lali lanzó «N5», en el que describió una relación entre personas del mismo sexo por primera vez después de declararse bisexual algunos años antes. La canción se convirtió en una de las más exitosas de Lali, alcanzando la novena posición en el Billboard Argentina Hot 100 y recibiendo una certificación de oro en el país. Los sencillos que siguieron fueron «2 son 3» en agosto, «Motiveishon» en noviembre después de que el cantante encabezara la 31.ª edición de la marcha del orgullo gay de Buenos Aires y «Cómprame un brishito» en marzo de 2023. Lali lanzó este último como regalo para sus fanes, que lo habían estado pidiendo después de que los invitados lo grabaran y lo publicaran en su cumpleaños número 30 un año antes.

### Tour
Para la promoción de los primeros sencillos de su próximo álbum, el 4 de abril de 2022, Lali anunció a través de sus redes sociales la gira musical, que se titularía Disciplina Tour, y el primer comunicado fue previsto con un espectáculo en Buenos Aires. Posteriormente, comunicó nuevas fechas para diferentes ciudades de Argentina y algunas otras de lo que sería la gira internacional, la cual incluirían presentaciones en varios países de América Latina, Europa y Asia. Como compensación a sus seguidores, tras no haberse podido planificar una gira adecuada de su cuarto álbum de estudio, Libra (2020), y debido a las restricciones por la pandemia de COVID-19, esta incluyó algunas canciones del anterior álbum.
Finalmente la gira dio inicio el 23 de junio de 2022 en Buenos Aires (Argentina) y recibió elogios por parte de la crítica, quienes alabaron aspectos como la puesta en escena, las múltiples coreografías y el rendimiento de Lali en general. Asimismo, a lo largo de la gira, varios críticos compararon su actuación a la altura de las grandes estrellas pop, como Britney Spears, Madonna, Beyoncé o Lady Gaga.

## Lista de canciones
Todas las canciones están compuestas por Lali, Martin D'Agosto y Mauro De Tommaso, y producidas por este último, excepto donde se indica.
- Edición estándar:

| Lali  |                        |                                                  |                             |          |  |
| N.º   | Título                 | Escritor(es)                                     | Productor(es)               | Duración |  |
| 1.    | «Obsesión»             |                                                  |                             | 3:11     |  |
| 2.    | «Disciplina»           | Espósito D'Agosto De Tommaso Danilo Amerise Díaz | Mauro De Tommaso Díaz       | 2:37     |  |
| 3.    | «Cómprame un brishito» |                                                  |                             | 2:24     |  |
| 4.    | «KO»                   |                                                  | De Tommaso Jean Luka        | 2:51     |  |
| 5.    | «2 son 3»              |                                                  |                             | 2:45     |  |
| 6.    | «Incondicional»        |                                                  |                             | 2:32     |  |
| 7.    | «¿Quiénes son?»        |                                                  |                             | 2:42     |  |
| 8.    | «Diva»                 | Espósito D'Agosto De Tommaso Díaz                | De Tommaso Díaz Lex Luthorz | 3:06     |  |
| 9.    | «N5»                   |                                                  |                             | 2:34     |  |
| 10.   | «Ahora»                |                                                  |                             | 2:36     |  |
| 11.   | «Motiveishon»          |                                                  |                             | 2:38     |  |
| 12.   | «Como tú»              |                                                  |                             | 2:46     |  |
| 13.   | «Sola»                 |                                                  |                             | 2:50     |  |
| 35:38 |                        |                                                  |                             |          |  |

- Edición deluxe

| Lali deluxe |                        |                                                  |                             |          |  |
| N.º         | Título                 | Escritor(es)                                     | Productor(es)               | Duración |  |
| 1.          | «Obsesión»             |                                                  |                             | 3:11     |  |
| 2.          | «Disciplina»           | Espósito D'Agosto De Tommaso Danilo Amerise Díaz | Mauro De Tommaso Díaz       | 2:37     |  |
| 3.          | «Cómprame un brishito» |                                                  |                             | 2:24     |  |
| 4.          | «KO»                   |                                                  | De Tommaso Jean Luka        | 2:51     |  |
| 5.          | «Baum baum»            |                                                  |                             | 2:34     |  |
| 6.          | «2 son 3»              |                                                  |                             | 2:45     |  |
| 7.          | «Incondicional»        |                                                  |                             | 2:32     |  |
| 8.          | «¿Quiénes son?»        |                                                  |                             | 2:42     |  |
| 9.          | «Diva»                 | Espósito D'Agosto De Tommaso Díaz                | De Tommaso Díaz Lex Luthorz | 3:06     |  |
| 10.         | «N5»                   |                                                  |                             | 2:34     |  |
| 11.         | «Ahora»                |                                                  |                             | 2:36     |  |
| 12.         | «Motiveishon»          |                                                  |                             | 2:38     |  |
| 13.         | «Como tú»              |                                                  |                             | 2:46     |  |
| 14.         | «Corazón perdido»      |                                                  |                             | 3:04     |  |
| 15.         | «Sola»                 |                                                  |                             | 2:50     |  |
| 41:17       |                        |                                                  |                             |          |  |

Notas
- Todas las canciones están escritas en minúsculas a excepción de «Motiveishon», la cual está estilizada en mayúscula.
- «Obsesión» utiliza como sample el «Stop» de la canción «(You Drive Me) Crazy» (1999) de Britney Spears.[33]

## Créditos y personal
| Producción - Lali: voz, composición - Martín D'Agosto: composición (todas las pistas), coros (1–4, 6–13) - Mauro De Tommaso: composición, teclados (todas las pistas), guitarra (1, 4–13), batería (2, 9), percusión (9) - Danilo Amerise Díaz: composición (2, 8), teclados (2), batería (8) - Bela Di Iorio: coros (1) - Vir Modica: coros (1) - Bryan Taylor: guitarra (2, 8, 12) - Ca7riel: coros (4), guitarra (4) - Caterina Finocchi: coros (6) - Claudia Alejandra Tapia: coros (6) - Iván Vicente Borda: coros (6) - Laura Herrera Ferreirós: coros (6) - Juan Giménez: bajo (8) Diseño - Lali: idea original - Lautaro Espósito: producción general, fotografía adicional - Pope Fernandéz: diseño gráfico, fotografía adicional - Guido Adler: fotografía - Niko Sedano: fotografía adicional - Ana Massera: arte - Maru Venancio: vestuario y make up - Juanma Cativa: pelo | Técnico - Mauro De Tommaso: producción, ingeniería (todas las pistas), programación (1, 3–13) - Danilo Amerise Díaz: producción (2, 8) - Jean Luka: producción (4) - Lex Luthorz: producción (8) - Javier Caso: ingeniería (todas las pistas) - Bryan Taylor: ingeniería (2, 12) - Lewis Pickett: mezcla (todas las pistas), masterización (1, 3–7, 9–11, 13) - Javier Fracchia: masterización (2, 8, 12) - Juan Giménez: arreglista (1) |

Créditos adaptados de las notas de Lali y de Tidal.

## Posicionamiento en listas
| Listas (2023)     | Mejor posición |
| ----------------- | -------------- |
| Argentina (CAPIF) | 1              |
| Uruguay (CUD)     | 1              |
| Listas (2025)     | Mejor posición |
| Argentina (CAPIF) | 4              |

## Historial de lanzamientos
| País      | Fecha                   | Versión          | Formato(s)                 | Sello(s) discográfico(s) | Ref.    |
| --------- | ----------------------- | ---------------- | -------------------------- | ------------------------ | ------- |
| Varios    | 13 de abril de 2023     | Versión estándar | Descarga digital streaming | Sony Music Argentina     | [ 14 ]  |
| Argentina | 13 de abril de 2023     | Versión estándar | Disco compacto             | Sony Music Argentina     | [ 104 ] |
| Uruguay   | 13 de abril de 2023     | Versión estándar | Disco compacto             | Sony Music Argentina     | [ 105 ] |
| Colombia  | 1 de junio de 2023      | Versión estándar | Disco compacto             | Sony Music Argentina     | [ 106 ] |
| Varios    | 13 de diciembre de 2023 | Versión deluxe   | Descarga digital streaming | Sony Music Argentina     | [ 107 ] |
| Argentina | 13 de diciembre de 2023 | Versión deluxe   | Vinilo                     | Sony Music Argentina     |         |